# Acrocercops coloptila
Acrocercops coloptila är en fjärilsart som beskrevs av Edward Meyrick 1937. Acrocercops coloptila ingår i släktet Acrocercops och familjen styltmalar.
Artens utbredningsområde är Uganda. Inga underarter finns listade i Catalogue of Life.